# 해부학 교실
《해부학교실(Cadaver)》은 의대 1년생들이 해부학 교실에서 발생한 일련의 의문스런 죽음을 둘러싼 비밀을 풀어가는 내용의 미스터리 공포영화이다.

## 등장 인물
- 한지민 : 민선화 역
- 온주완 : 중석 역
- 오태경 : 기범 역
- 문원주 : 경민 역
- 채윤서 : 지영 역
- 조민기 : 지우 역
- 소이 : 은주 역
- 예학영 : 찬영 역
- 진유영 : 중석 부 역
- 최혜정 : 유미 역
- 서영화 : 선화 모 역
- 고동업 : 선화 부 역
- 김경룡 : 화물트럭 기사 역
- 김추월 : 작부 성창연 조교 역
- 박정기 : 형사 역
- 정미남 : 사창가 사내 역
- 최은 : 부검실 지영 대역 / 카데바 역
- 정찬 : 윤호 역
- 박찬환 : 선화의 삼촌 역 (특별출연)